# Der Schwarze Schwan (Martin Walser)
Der Schwarze Schwan ist ein von 1961 bis 1964 geschriebenes Drama von Martin Walser, welches vor dem Hintergrund der in Frankfurt geführten Auschwitz-Prozesse geschrieben wurde. Es erschien 1964 im Suhrkamp Verlag und wurde am 16. Oktober 1964 am Württembergischen Staatstheater in Stuttgart uraufgeführt. Das Stück handelt von dem Sohn eines ehemaligen KZ-Arztes, der seinen Vater mit dessen Vergangenheit durch ein Rollenspiel konfrontiert, welches Parallelen zu Hamlet aufweist. Es befasst sich hauptsächlich mit dem Thema der Vergangenheitsbewältigung und führt unterschiedliche Gedächtnismodelle vor. Zudem behandelt es die Frage, ob auch die Söhne der Täter zu den Taten ihrer Väter imstande gewesen wären, wäre es an ihnen gewesen.

## Entstehung
Das Drama „Der Schwarze Schwan“ ist nach dem 1962 fertiggestellten Stück „Eiche und Angora“ das zweite von Walsers drei geplanten „Stücke[n] aus einer deutschen Chronik“, von dem das dritte Stück, „Das Pferd aus Berlin“, unentwickelt blieb. Stattdessen schrieb Walser 1995 das Stück „Kaschmir in Parching“. Walser bezeichnet die drei Stücke nicht als Trilogie, obwohl sie durch die Zeitgeschichte zusammenhängen. Bei den genannten Stücken sollen die „Zeitgenossen […] eingeladen werden, das Miteinander anzuschauen, was sie miteinander und gegeneinander bewirkten“. Alle drei Stücke befassen sich mit dem Unvermögen, die Vergangenheit zu bewältigen und mit der Schuld umzugehen. In „Eiche und Angora“ geht es um das Beteiligtsein an den „Untaten der Nazizeit“, während „Der Schwarze Schwan“ von der Verdrängung der Vergangenheit und dem Umgang der nächsten Generation mit dieser handelt. In seinem dritten Stück ähnlicher Thematik wird der angemessene Umgang mit der Vergangenheit des Nationalsozialismus diskutiert.
Die Entstehung des Dramas „Der Schwarze Schwan“ lässt sich als eher langwierig beschreiben. Bereits um 1957/1958, nachdem er „Ehen in Philippsburg“ fertiggestellt hatte, begann Martin Walser mit seinem neuen Stück. Der erste ernsthafte Entwurf entstand 1961. Fertiggestellt wurde das Stück schließlich 1964. Am 16. Oktober 1964 wurde „Der Schwarze Schwan“ am Württembergischen Staatstheater uraufgeführt, an dem damals Peter Palitzsch sowie Hellmuth Karasek tätig waren, die gemeinsam mit Walser an der Produktion seines Stückes arbeiteten. Dies lässt sich auch Walsers Tagebüchern entnehmen, in denen er Zusammenkünfte mit diesen erwähnt.
In der Entwicklung seines Werkes gedachte Walser, dieses vorerst „Gedächtnisse“ zu nennen, da es „ein paar Arten von Gedächtnis“ zeigt, nannte es allerdings schließlich später „Der Schwarze Schwan“. Der Titel ist im Theaterstück die Antwort eines SS-Mannes auf die Frage des jungen Rudi, was SS bedeute (vgl. S. 285; I,4). Allerdings wurde nicht nur der Titel des Stücks geändert, sondern „[p]raktisch ist nur die Nervenheilanstalt als Rahmen gleichgeblieben“. Zudem unterscheidet sich das Ende der Erstfassung, die lediglich in einer Sonderausgabe der Zeitschrift Theater heute erschien, vom Ende der revidierten Fassung. Die erste Fassung endet damit, dass Liberé die Klinik verlässt, um sich den Autoritäten zu stellen, während er sich in der überarbeiteten Version doch gegen einen öffentlichen Prozess entscheidet, obwohl er nicht in der Lage ist, seine Entscheidung zu begründen (vgl. S. 325; II,7).

## Handlung
Das Stück spielt in einer psychiatrischen Klinik namens Karwang und handelt von dem rund zwanzigjährigen Rudi Goothein, dem Sohn eines ehemaligen KZ-Arztes, und dessen Umgang mit der Vergangenheit seines Vaters in der Zeit des Zweiten Weltkrieges. Vor der eigentlichen Handlung des Stücks stößt Rudi durch Zufall auf einen Brief, adressiert an das KZ Groß-Rosen, unterzeichnet von Rudolf Goothein, in dem es um die Deportation von Häftlingen geht. Obwohl Rudi aufgrund des Datums auf dem Brief unmöglich als Unterzeichner des Briefes in Frage kommt, nimmt er dennoch die Rolle des Schuldigen ein. Da sein Vater den gleichen Namen trägt wie er, weiß Rudi nun über die Mitschuld seines Vaters während des Nationalsozialismus Bescheid und versucht ihn zu einem Geständnis zu provozieren, indem er sich selbst als Schuldigen bezeichnet.
Sein Vater weist ihn in die psychiatrische Anstalt Karwang ein, dessen Leiter ein Freund und ebenfalls ehemaliger KZ-Arzt, Liberé, ist, womit das Stück beginnt. Liberé fürchtet, dass Rudi die Lüge der fiktiven Vergangenheit in Indien aufdecken könne, die er sich für seine Tochter Irm erdacht hat, da die beiden Kinder gemeinsam in der Nähe des KZs aufgewachsen sind, in dem ihre beiden Väter als Ärzte eingesetzt waren. Dennoch wird Rudi Patient in Karwang.
Liberé erkennt, dass Rudi nicht wirklich glaubt, der Verfasser des Briefes und somit schuldig zu sein, sondern dass er die Rolle lediglich spiele, um ihn und Goothein zu einem Geständnis ihrer Taten zu drängen. Er fordert ihn auf, seinem Vater den Brief zu zeigen, was Rudi allerdings verweigert.
In einem Gespräch mit Irm erzählt Rudi von seiner Kindheit, während Irm Details ergänzt, die Rudi nicht erwähnt hat. Sie erkennen, dass sie zusammen aufgewachsen sind und erinnern sich an ein Rollenspiel von damals, bei dem Rudi einen SS-Mann spielte, der über das Leben des Mädchens entscheiden konnte. Irm wird bewusst, dass sie dieses Mädchen ist, von dem Rudi spricht. Später erfährt sie, dass ihr eigentlicher Name Hedi ist.
Da bis hierhin weder Goothein noch Liberé auf Rudis Provokationen reagiert haben, inszeniert dieser mit vier Patienten der Anstalt ein Theaterstück, welches den Aufstieg eines ehemaligen KZ-Arztes von seiner Heimkehr aus dem Krieg bis zum Erfolg als Geschäftsmann darstellt. Doch auch auf das Stück zeigt keiner der beiden Väter die erhoffte Reaktion.
Rudi wendet sich daraufhin erneut an Irm und bittet sie, eine Pistole auf sie richten zu dürfen, um eine Antwort auf die Frage zu erhalten, ob er wie sein Vater ebenfalls zum Täter werden könnte. Ihr gemeinsamer Selbstmord soll zudem verhindern, dass sie „an den Grausamkeiten der nächsten Generation“ teilnehmen müssen. Irm allerdings will lieber vergessen und weigert sich Rudi zu helfen. Daraufhin kommt Tinchen, welche gemeinsam mit Rudi zu Liberés Baum, einer siebenstämmigen Thuja, geht, wo sie eine Sonnwendfeier begehen möchte.
Während alle anderen sich im Wohnzimmer der Liberés unterhalten, begeht Rudi an der Thuja Selbstmord. Als Tinchen ihnen davon berichtet, entscheidet Liberé sich zunächst dazu, sich öffentlich zu stellen, nimmt dann aber seine Entscheidung sofort wieder zurück, was von seiner Familie akzeptiert wird, sodass ihre Lebenslüge aufrechterhalten werden kann. Goothein verlässt die Klinik in der Überzeugung, dass Liberé die Schuld am Selbstmord seines Sohnes trägt.

## Personenübersicht

### Rudi
Rudi, der Hauptcharakter des Stückes, ist ein Vertreter der jüngeren Generation, der es nicht schafft, mit der Vergangenheit seines Vaters zurechtzukommen. Als er von der Schuld seines Vaters erfährt, weigert er sich, sein bisheriges Leben weiterzuleben. Er verweigert, sein Abiturzeugnis entgegenzunehmen und seine Verlobung zu feiern, bis ihm der Prozess als Naziverbrecher gemacht wird, dessen Rolle er beginnt zu spielen. Daraufhin lässt sein Vater ihn in die psychiatrische Klinik einweisen. Durch sein Rollenspiel erhofft Rudi sich, Goothein und Liberé zu einem Geständnis ihrer Taten zu provozieren. Zudem führt er ein selbst inszeniertes Theaterstück auf und liest den Vätern den von Goothein geschriebenen Brief vor. Bereits als Kind hat Rudi gelernt, bestimmte Rollen einzunehmen, die er sich bei anderen abgeschaut hat, wie beispielsweise die eines SS-Mannes, der über das Leben anderer entscheiden konnte (vgl. S. 317; II,7).
Obwohl er mit seinem Handeln seinen Vater sowie Liberé zum Reden über die Vergangenheit zu bringen versucht, äußert er gegenüber Irm, die damaligen Taten seien nicht zu verstehen. Er spricht von einer Art Tötungsbürokratie, die es den Tätern unmöglich machte, ihr Handeln in vollem Maße zu begreifen (vgl. S. 315; II,7). Dennoch schafft Rudi es nicht, die Vergangenheit zu verdrängen und stellt sich immer wieder die Frage, ob er an der Stelle seines Vaters ebenfalls zum Schuldigen geworden wäre. Dies möchte er überprüfen, indem er eine Pistole auf Irm richtet, um zu sehen, ob er in der Lage wäre abzudrücken. Anschließend will Rudi sich selbst erschießen (vgl. S. 315; II,7), da er fürchtet, wenn er weiterlebte, „an den Grausamkeiten der nächsten Generation“ (S. 318; II,7) teilzunehmen. Lieber möchte er „die Kinder der Mörder aus[rotten]“ (S. 318; II,7). Am Schluss des Stückes begeht Rudi tatsächlich Selbstmord, allerdings ohne vorher jemand anderen zu erschießen (vgl. S. 323; II,7).
Der Charakter Rudi Goothein erinnert an Alois aus „Eiche und Angora“, da auch dieser ein „zerbrochener Mensch“ ist, der am Ende versagt. Beide Figuren versuchen, die Umstände der Gesellschaft zu ändern, müssen jedoch am Ende erkennen, dass sie damit scheitern und die Gesellschaft unverändert bleibt.

### Liberé
Der Leiter der Anstalt, der eigentlich Leibnitz heißt, hat seinen Namen ironischerweise zu Liberé geändert, um sich von seiner Vergangenheit als Arzt im KZ zu distanzieren, in der er sich an den Massenmorden des Nationalsozialismus schuldig machte. Er hat sich mit seiner Familie ein neues Leben in der Abgeschiedenheit seiner psychiatrischen Klinik aufgebaut, in welcher er abgeschottet vom Rest der Welt lebt. Einerseits hilft ihm das Leben in der Anstalt dabei, seine erfundene Vergangenheit in Indien aufrechtzuerhalten, mit der er nicht nur sich, sondern auch seine Tochter schützen will (vgl. S. 263; I,1). Andererseits ist es eine Art selbst auferlegter Haft für ihn, mit der er seine Schuld zu büßen versucht. Er führt Häftlingsarbeiten wie das Herstellen von Schneebesen aus, isst aus Blechgeschirr und hat an seiner Schlafzimmertür „Beschläge wie eine Zellentür“ (S. 262; I,1), um für ein Leben im Zuchthaus vorbereitet zu sein. Liberé äußert selbst am Ende des Stücks, dass ihn „Bußattrappen“ und ein „Gedächtnisgips“ (S. 325; II,7) immer wieder an seine Schuld erinnern sollten.
Dass er sich im Gegensatz zu Goothein nicht öffentlich angezeigt hat, begründet und rechtfertigt er damit, dass die Richter sich profilieren wollen würden an ihm und seiner Schuld, obwohl sie selbst keine Ahnung von dieser hätten, um sich dadurch „sauber“ fühlen zu können (vgl. S. 262f.; I,1). Für ihn sind formelle Prozesse lediglich groteske soziale Rituale, die nicht zu einer Schuldentlastung führen können. Zudem sieht er eine Entschuldigung für seine Taten darin, dass er nicht gewusst habe, weshalb man damals so gehandelt habe, wie man es tat (vgl. S. 291; I,5).
Er versucht sich den Opfern des Nationalsozialismus anzunähern, indem er beispielsweise Tinchen adoptiert oder eine in seinen Augen siebenstämmige Thuja züchtet, die ihn an die jüdischen Opfer erinnert, da der Baum sonst lediglich auf Friedhöfen zu finden ist (vgl. S. 261; I,1). Auch seine Arbeit als Psychiater, der sich um Betroffene des Krieges wie die Insassen von Zimmer 104 sorgt, ist ein Zeichen für seine versuchte Identifikation mit den Opfern.
Rudis Rollenspiel erkennt Liberé sehr schnell, da er selbst unterschiedliche Rollen wie die des fürsorglichen Familienvaters oder des Leiters einer Klinik spielt, um mit seinen Schuldgefühlen zurechtzukommen. Liberé wirft ihm allerdings vor, dass niemand, der nicht in seiner Situation gewesen ist, über ihn urteilen könne, da dieser nicht wisse, was er getan hätte, „wenn es an [ihm] gewesen wäre“ (S. 292; I,5).

### Goothein
Der Name Goothein bedeutet so viel wie „schöner Tod“ womit auf die Massenvernichtung im Rahmen der nationalsozialistischen Verfolgungs- und Vernichtungspolitik angespielt wird, an der Goothein während des Krieges beteiligt war. Er hat vier Jahre lang in Haft gesessen, wodurch er sich von seiner Schuld und seinen Schuldgefühlen befreit sieht (vgl. S. 262; I,1). Im Glauben, alles Verdächtige aus seiner Vergangenheit vernichtet zu haben, hat Goothein sich ein neues Leben als Chirurg und Familienvater aufgebaut, in dem die Vergangenheit keinen Platz mehr hat. Dennoch gesteht er Liberé, dass er bisweilen von Zahlen träumt (vgl. S. 292; I,5), die vermutlich symbolisch für die Anzahl der von ihm ermordeten Opfer der Massentötung stehen.

### Frau Liberé
Frau Liberé wird in Walsers Stück als eine Frau dargestellt, die nicht weiter in der Anstalt „verkümmern“ (S. 313; II,7) will, sondern sich danach sehnt, das Leben zu genießen, aus ihrem sogenannten Sarg auszubrechen und mit ihrer Tochter und deren Verlobten in die Stadt zu ziehen (vgl. S. 321ff.; II,7). Sie empfindet Karwang und das Leben dort als „lebenslängliche Leichenwache“ (S. 321; II,7), für die sie ihrem Mann die Schuld gibt, da dieser sich damals nicht öffentlich gestellt hat (vgl. S. 321; II,7). Dagegen bewundert sie Goothein für seine Haft im Zuchthaus, welcher dadurch ihrer Meinung nach seine „Sache ins reine gebracht“ (S. 321; II,7) habe. Sie selbst „pfeif[t] auf Gedächtnis“ (S. 280; I,3) und macht durch ihre Aussage „dann schon lieber gar keins als so ein Schnittlauchbeet von einem Gedächtnis“ (S. 280; I,3) deutlich, dass sie lieber vergessen würde als an einer erfundenen Vergangenheit festzuhalten, obwohl sie dies am Ende dennoch tut (S. 325; II,7).

### Irm
Irm ist neben Rudi eine weitere Repräsentantin der jungen Generation, die allerdings auf ganz andere Weise mit der Vergangenheit umgeht. Sie würde am liebsten alles verdrängen und „das Gras sein, das darüber wächst“ (S. 319; II,7). Obwohl sie im Dialog mit Rudi, in dem sie über gemeinsame Kindheitserinnerungen und das Aufwachsen in der Nähe eines Konzentrationslagers sprechen, erkennt, dass ihr eigentlicher Name Hedi ist, und ihr Vater sich damals im KZ schuldig gemacht hat, will sie ihm zuliebe weiterhin an die erfundene Vergangenheit in Indien glauben (vgl. S. 318.; II,7). Für sie ist die einzige Option weiterzuleben und zu vergessen, da sie erkennt, dass die Alternativen Geistesgestörtheit, wie bei den Insassen aus Zimmer 104, oder Selbstzerstörung, wie bei Rudi, sind. Im Gegensatz zu ihrem Vater, der versucht den Opfern nachzuempfinden, macht sie deutlich, dass dies nicht möglich ist: [„t]eilnehmen geht nicht“ (S. 318; II,7). Zu ihrem Verlobten, von Trutz, hat sie ein weniger gutes Verhältnis und begegnet ihm bisweilen eher abweisend und kalt (vgl. S. 275; I,3). Dafür gesteht sie Rudi, dass sie sich ein Leben mit ihm vorstellen könne (vgl. S. 318; II,7).

### Harald von Trutz
Dr. Harald von Trutz ist Arzt in der Psychiatrie Karwang (vgl. S. 264; I,2). Er ist zudem Irms Verlobter und geht mit ihr liebevoll, beinahe unterwürfig um (vgl. S. 315; II,7). Er erinnert sich nur an Nebensächlichkeiten aus seiner Vergangenheit, wie beispielsweise daran, dass er „zwei Kilometer vor Kiew einen Platten hatte“ (S. 276; I,3); die unangenehmen Erinnerungen dagegen hat er verdrängt.

### Tinchen
Tinchen ist die dreißigjährige Adoptivtochter Liberés, die an einer „Gehirnhautentzündung“ (S. 275; I,3) leidet, und ihm als lebende Erinnerung immer wieder seine Schuld ins Gedächtnis rufen soll. Sie ist seine „ständige Vergegenwärtigung des Schicksals.“ Ihre Äußerungen sind häufig „nationalsozialistisch geprägt“. So bittet sie beispielsweise um eine Spende für das Winterhilfswerk oder spricht davon, die Sonnwendfeier besuchen zu wollen (vgl. S. 277f.; I,3).

### Insassen von Zimmer 104
In Zimmer 104 der psychiatrischen Anstalt Karwang sind vier Patienten untergebracht:
Seelschopp: Ein ehemaliger jüdischer Grafiker, der zur Zeit des Nationalsozialismus Pässe fälschte. Er war in Dachau sowie Theresienstadt untergebracht und leidet am „KZ-Syndrom“ (S. 298; II,6).
Gerold: Ein ehemaliger Funker mit einer Stirnhirnverletzung (vgl. S. 297; II,6).
Figilister: Ein Überlebender der Euthanasie, der unter einer Schuldpsychose leidet (vgl. S. 300; II,6).
Bruno: Ein ehemaliger Gärtner Hitlers mit „Versündigungswahn“ (S. 299; II,6).
Damit sind zwei der Patienten, Seelschopp und Figilister, Opfer des Nationalsozialismus, die anderen beiden, Gerold und Bruno, Angehörige der Gruppe der Täter. Dass sie jedoch alle aufgrund von psychischen Problem Patienten in Karwang sind, macht auch Gerold und Bruno zu Opfern. Sie helfen Rudi dabei, das von ihm inszenierte Theaterstück aufzuführen.

## Historischer Hintergrund
Walser schrieb den „Schwarzen Schwan“ rund zwanzig Jahre nach Kriegsende, zu einer Zeit, in der die Wirtschaft einen Aufschwung erlebte und aufgrund dessen wenig Zeit für die Bewältigung der Vergangenheit blieb. Zudem wuchs in dieser Zeit die Nachkriegsgeneration heran, die 1945 entweder noch sehr jung oder noch gar nicht geboren war, und nun begann unangenehme Fragen zu stellen.

## Werkkontext
Das Drama basiert auf einem realen Fall, dem des Euthanasie-Professors Werner Heyde, welcher in den Auschwitz-Prozessen von 1963 bis 1965 verhandelt wurde. Walser nahm damals als Beobachter an den Verhandlungen teil und schrieb daraufhin den Essay „Unser Auschwitz“. Der Prozess, so schreibt Walser selbst in einem Brief an Waine, „ist wahrscheinlich der Grund dafür, dass ‚Der Schwarze Schwan‘ so ernsthaft ist und sich vom Ironischen distanziert“. Die Prozesse sorgten laut Walser für eine Distanz zwischen den Menschen und den als Monster dargestellten Tätern, wodurch eine Reflexion über die eigene Verantwortung unmöglich gemacht wurde. Dabei, so schreibt er, waren die Angeklagten „Menschen wie du und ich“ die durch spezielle Umstände einen anderen Weg nahmen.
Er kritisiert in seinem Essay, dass das Rechtsverfahren lediglich die eigentlichen Mörder verurteile, nicht aber diejenigen, die sich indirekt schuldig gemacht haben: „das idealistische Strafrecht schaut am liebsten auf die Hände. Und die sind einfach nicht blutig beim politischen oder wirtschaftlichen Verursacher“. Somit werden die Prozesse für ihn zu einer Art „Alibi-Veranstaltung“. Eine ähnliche Kritik wird ebenfalls in seinem Theaterstück von Liberé vorgetragen, der das Rechtswesen ebenfalls für ein System hält, durch welches sich Richter und Zuschauer gerecht vorkommen können (vgl. S. 262f.; I,1). In einem Interview verrät Walser zudem, dass er eher mit der Figur Liberé als mit Goothein sympathisiere, da Ersterer sein eigener Richter ist, der ebenfalls davon ausgehe, dass durch die Justiz die Geschichte nicht erledigt sei. Liberés Reden, in denen er sich rechtfertigt, lassen sich somit als einen „Kommentar zur Legitimität des Auschwitz-Prozesses“ lesen, welche Walser offensichtlich anzweifelt.
Walser macht in seinen Tagebüchern deutlich, dass es für Auschwitz keine Sprache gebe und es nicht darstellbar sei, da nur die Opfer seine Realität kennen. Den Grund für die Unmöglichkeit der Darstellung nennt er in seinem Essay „Realismus X“, in dem er schreibt, die Wirklichkeit solle so beschrieben werden, wie sie sich in den Köpfen der Menschen darstelle, d. h. als eine Wahrnehmung der Wirklichkeit im Bewusstsein der Menschen. Da allerdings lediglich die Opfer die Realität bewusst erlebt haben, können auch nur diese von Auschwitz berichten, weshalb Walser Auschwitz nicht zum Thema seines Stückes macht. Weiter schreibt er in seinem Essay, dass „jede realistische Darstellung des Dritten Reiches […] bis in unsere Zeit hineinreichen“ muss, um zu zeigen, wie die Charaktere damals handelten und wie sie heute handeln. Dies geschieht im „Schwarzen Schwan“, der auf die Auswirkungen des Dritten Reichs zur Zeit der 60er Jahre eingeht. Zudem sollen alle Figuren „aus dem gleichen Stoff“ sein, sodass es im „Schwarzen Schwan“ weder die Guten noch die Bösen gibt; stattdessen kämpfen alle Figuren auf ihre Weise mit den Folgen der Vergangenheit. Am Ende aber wird keine Lösung geliefert, sondern lediglich eine Vielzahl von Möglichkeiten des Umgangs mit der Vergangenheit dargeboten. Obwohl Walsers Essay „Realismus X“ erst 1964 verfasst wurde, d. h. nachdem der „Schwarze Schwan“ bereits fertig gestellt wurde, lassen sich bereits einige der Merkmale seines neuen Realismus dort wiederfinden.
Waine sieht Walsers Stück „Der Schwarze Schwan“ als Lücke in der Entwicklung der Komödie in seinen Stücken zwischen der überwiegend satirischen Sprache seiner drei ersten Bühnenstücke und der ironischen Stimmung seiner folgenden Stücke. Walser selbst schrieb in einem Brief an jenen: „Alle anderen Stücke, die ich geschrieben habe, sind komisch, dies aber nicht“. Dennoch erkennt Waine Züge von Ironie im „Schwarzen Schwan“, die im Widerspruch zur Ernsthaftigkeit des Themas stehen; ein Beispiel dafür ist die Unterbrechung der Feier durch den Selbstmord von Rudi, die eigentlich eine Abschiedsfeier von Irm und ihrem Verlobten ist.

## Thema des Stücks

### Reaktion auf die Auschwitz-Prozesse
Auf Grundlage von Walsers Essay „Unser Auschwitz“ lässt sich das Stück „Der Schwarze Schwan“ als „literarische Antwort auf die Herstellung einer Distanz zwischen den Tätern im Auschwitz-Prozess“ lesen. Walser wählte hierfür Täter-Charaktere, die Familienväter und scheinbar normale Bürger sind – „Jedermänner“ wie Walser sie einmal in einem Brief an Waine nennt. Dadurch ist es, anders als bei den Prozessen, in denen die Täter als Monster dargestellt wurden, möglich, sich mit den Tätern zu identifizieren und die eigene Schuld und Mitverantwortung an den Taten des Nationalsozialismus zu reflektieren.

### Gedächtnismöglichkeiten
Das Stück präsentiert statt einer Lösung „eine Reihe von Gedächtnismöglichkeiten“. Mit Goothein wird ein Täter vorgestellt, der aufgrund seiner vierjährigen Haft glaubt, freigesprochen zu sein von Schuld. Durch ständige Beschäftigung schafft er es (scheinbar), seine Schuld zu verdrängen. Liberé dagegen stellt einen Täter dar, welcher unter enormen Schuldgefühlen leidet und versucht, sich selbst für seine Taten zu bestrafen, da er nicht glaubt, eine Gerichtsverhandlung könne irgendetwas verändern (vgl. S. 262; I,1). Er versucht, seine Familie vor seiner Vergangenheit durch eine neue Identität und eine fiktive Geschichte zu bewahren, an die er sie immer wieder erinnert, damit sie im Gedächtnis bleibt und die Realität verdrängt (vgl. S. 279ff.; I,3). Seine Tochter Irm glaubt wider besseres Wissen an diese Vergangenheit, denn sie will einfach nur vergessen und „das Gras sein, das darüber wächst“ (S. 319; II,7). Ihre Mutter hätte am liebsten gar kein Gedächtnis statt „so ein Schnittlauchbeet von einem Gedächtnis“ (S. 280; I,3), wie sie die erfundene Vergangenheit in Indien nennt. Zuletzt wird Rudi als eine Figur vorgestellt, die sich nicht mit dem Vergessen abfinden will, sondern Geständnisse über die Taten einfordert, was schließlich zu seinem Tod führt. Damit zeigt er, dass man weder mit vorgetäuschter Schuld, noch durch ein strategisches Stück oder die Konfrontation mit einem dokumentarischen Beweis gegen die Mauer des Schweigens der Vätergeneration ankommt- nicht einmal mit Selbstmord, wie das Ende des Stücks zeigt (S. 325; II,7).

### Der Selbstmord
Rudis Selbstmord kann auf unterschiedliche Weise interpretiert werden. Einerseits sagt Rudi selbst, dass er nach seinem Tod nicht mehr an den „Grausamkeiten der nächsten Generation“ (S. 318; II,7) teilnehmen muss und somit auch nicht erfahren wird, welche Eigenschaften er in diesem Fall an sich entdecken würde. Walser schreibt in seinem Aufsatz „Unser Auschwitz“, dass die Täter „bis zu irgendeinem Zeitpunkt zwischen 1918 und 1945 mit uns allen verwechselbar ähnlich“ waren und erst „durch spezielle Umstände“ zu Tätern wurden. Man müsse also jederzeit damit rechnen, dass „verborgene Möglichkeiten zum Bösen zur Entfaltung kommen, wenn wir anderen gesellschaftlichen und politischen Verhältnissen ausgesetzt sind“. Dies empfindet auch Rudi, der sich fragt, ob die Umstände des Krieges auch ihn zu einem Täter gemacht hätten, so wie sie es bei seinem Vater taten. Durch den Brief und das fehlende Geständnis seines Vaters wird er zudem zum Schuldigen gemacht, der von sich selbst annehmen muss, dass er in der Situation seines Vaters ebenso gehandelt hätte und dies möglicherweise in Zukunft auch tun wird. Außerdem identifiziert Rudi sich in seiner Erinnerung an das Rollenspiel mit Irm beziehungsweise Hedi als den „Schwarzen Schwan“, welcher stellvertretend für einen SS-Mann und somit für einen Täter steht. Da nur diejenigen, die tot sind, nicht mehr in Versuchung geraten können, sich schuldig zu machen, sieht Rudi am Ende keinen anderen Ausweg als sich selbst zu ermorden.
Karasek schreibt, Rudi töte sich aus Furcht, er könne ebenfalls vergessen, wenn er weiterlebt. Er will sich nicht an die „stillschweigende Abmachung“ halten, die Schuld zu verdrängen. Laut Karasek will Walser durch Rudis Tod zeigen, dass man nicht in ständigem Bewusstsein der Schuld leben kann, weshalb das Gehirn ein „Ritual wohltuender Amnesien“ erfunden habe. Die ständige Bewusstmachung und Erinnerung an die Schuld sei schließlich tödlich, wie Rudis Fall zeigt.
Letztlich erscheint sein Suizid sinnlos, da er nicht zu einer Veränderung führt, sondern im Gegenteil, alle Figuren weiterleben wie bisher und ihr Lügengerüst aufrechterhalten. Diese Sinnlosigkeit lässt sich wiederfinden im Sterben der Opfer des Nationalsozialismus. Zudem ist der Selbstmord an der siebenstämmigen Thuja, die ein Zeichen des Judentums darstellt, symbolisch und macht Rudi gewissermaßen schließlich „zu einem deutschen Opfer des Nationalsozialismus“.
Rischbieter bezeichnet Rudis Tod als „Theatertod“, dessen Aussage Karasek bestätigt. Er bewirke nichts, aber verdeutliche die Unbeantwortbarkeit der Fragen, die in Walsers Stück aufgeworfen werden. Auch von Schilling weist darauf hin, dass der Selbstmord keinen Sinn liefere, sondern vielmehr die überall herrschende Ratlosigkeit verdeutliche. Er zeigt, dass das Bewusstsein nicht mit der Schuld leben kann, weshalb das Vergessen eine existentielle Notwendigkeit ist. Das Stück erzählt somit von der Verdrängungskraft der Erinnerung, die notwendig ist, um weiterzuleben, wie es alle Figuren mit Ausnahme von Rudi Goothein tun, der sich nicht an das Vergessen halten will und schließlich daran zerbricht.

### Entlastungsargumente
Da Walser mit Liberé sympathisiert und dessen Argumente später sogar von Rudi, dem eigentlichen Ankläger Liberés, wiederholt werden (vgl. S. 325; II,7), hat es den Anschein, dass Walser diesen zustimmt. Liberé rechtfertigt seine Taten damit, dass er damals nicht gewusst habe, was er tat und was überhaupt vor sich ging (vgl. S. 291; I,5). Außerdem beschreibt er, „[w]ie schwer es ist, abzudrücken“ (S. 293; I,5), wodurch die Täter zu Leidenden und sogar zu Opfern der Umstände gemacht werden. Waine ist überzeugt, wenn Walser Liberé als moralisch schuldig hätte darstellen wollen, so hätte er ihm am Ende des Stücks nicht erlaubt, sich einem öffentlich Prozess zu verweigern, wie er es in der Erstfassung tat. Dort kündigt er nach Rudis Selbstmord und Gootheins Vorwürfen, die Schuld dafür zu tragen, an: „Ich muß in die Stadt“ ohne seine Entscheidung danach zu widerrufen. Zudem verstärkt die Zustimmung seiner Familie, die Fiktion ihres Lebens aufrechtzuerhalten, indem die Tochter den Namen Hedi ablehnt und der Professor sich selbst bestätigt, Liberé statt Leibniz zu heißen, den Eindruck, dass Walser das Verhalten seiner Figur nicht für moralisch unentschuldbar hält, sondern vielmehr für erforderlich. Es kommt also trotz Rudis Auflehnung gegen das Vergessen und trotz seines Selbstmordes nicht zu einer Veränderung. Stattdessen bleibt am Ende die Erkenntnis, dass „eine öffentliche ‚Bewältigung‘ und die Verurteilung der Täter durch die junge Generation aus der Rückschau unmöglich seien“ vor allem, da diese nicht gewusst hätte, was sie getan hätte, „wenn [sie] alt genug gewesen wär[e]“ (S. 292; I,5).

### Stück im Stück
Zu Beginn des zweiten Aktes führt Rudi seinem Vater sowie Liberé gemeinsam mit den Insassen aus Zimmer 104 ein inszeniertes Theaterstück mit dem Titel „Die Domestizierung beziehungsweise Zähmung der Erinnyen durch Doktor F. Eine Übung für den Schuldigen“ vor, welches stark an Hamlet erinnert, der ebenfalls ein Theaterstück als Mittel zur Provokation einsetzt. Rudis Stück handelt von einem ehemaligen KZ-Arzt, der schuldgeplagt heimkehrt und von Erinnyen erwartet wird, deren Aufgabe es ist, ihn fortwährend an seine Schuld zu erinnern, da er entschlossen ist, seine Taten zu büßen. Allerdings erholt er sich schnell und seine Erinnyen werden zu Dienern seiner Arbeit als Geschäftsmann. Mithilfe seiner im Krieg durch grausame Experimente gewonnenen Ergebnisse, stellt er ein neues Medikament her und wird zum „erfolgreichen Pharmaziefabrikanten“ anstatt die Vergangenheit zu bewältigen (vgl. S. 306ff.; II,6).
Mit dem Stück will Rudi seinen Vater und Liberé zu einem Geständnis ihrer Taten provozieren. Walser schreibt in seinem Essay „Hamlet als Autor“, dass Rudi scheinbar „kein anderes Mittel [sah], sich zu helfen“. Nur durch das Stück könne öffentlich gemacht werden, was damals geschehen ist, und dadurch ein Gespräch über die Vergangenheit entstehen, was Rudi zu erreichen versucht. Die erhofften Reaktionen bleiben allerdings aus (vgl. S. 309; II,6), sodass kein ehrlicher Dialog entstehen kann. Ebenso will Walser aber durch das inszenierte Stück auch den Zuschauern des „Schwarzen Schwans“ gewissermaßen einen Spiegel vorhalten und ihnen zeigen, dass eine Vergangenheitsbewältigung aufgrund des wirtschaftlichen Aufschwungs und Wiederaufbaus nicht stattgefunden hat, da „die Anforderungen der Gegenwart die unangenehmen Erinnerungen immer mehr verdrängt“ haben, sodass keine Zeit für die Erinnerung an die Schuld bleibt. Rudi drückt dies zum Schluss des Stückes folgendermaßen aus: „[D]ie Schuld schläft ein, wie das Kätzchen in der Sonne“ (S. 308; II,6).

## Rezeption und Wirkung

### Uraufführung
Das Stück wurde am 16. Oktober 1964 am Württembergischen Staatstheater in Stuttgart uraufgeführt.

### Kritik
Die Reaktionen auf Walsers Theaterstück sind „weitgehend gemischt“ wie Fetz schreibt. Während Waine das Stück für einen gelungenen Beitrag zum Theater der Vergangenheitsbewältigung hält und sich Walser verglichen mit anderen Autoren seiner Meinung nach am konkretesten mit dieser Thematik befasst, kritisieren andere, „Der Schwarze Schwan“ habe „stilistische und dramatische Schwächen“. Taëni beispielsweise bezeichnet die Figuren als „weitgehend typisiert und ohne ein wirkliches Eigenleben“. Seines Erachtens dienen sie lediglich den Interessen des Autors sowie auch „nahezu jedes Handlungselement den sozialkritischen Zwecken des Autors untergeordnet“ sei. Er empfindet die Reaktion auf den Selbstmord Rudis als unglaubwürdig in Bezug auf ihre eigenen Anlagen und wirft ihnen ein „zudiktier[tes]“ Verhalten vor. Zudem kritisiert Taëni, dass Walser sich nicht an den Brechtschen Stil hält, den dieser für die Thematik des Stücks am geeignetsten hält, aber auch nicht in der Lage sei, „einen eigenen Alternativstil zu entwickeln“. Auch, dass am Ende des Stücks keine Lösung des Problems der fehlenden Vergangenheitsbewältigung gegeben wird, sodass der Zuschauer am Ende ratlos bleibt, wird von Kritikern bemängelt.
Dagegen betont Karasek, dass das Stück zwar keine Lösung liefere, dafür allerdings einen Zustand diskutiere und definiere, und zwar „so scharfsinnig und gründlich, wie es bisher im Drama, das sich dieses Thema vorgenommen hat, nicht geschehen ist“. Auch andere Kritiker heben den „Schwarzen Schwan“ lobend hervor. Rischbieter beispielsweise merkt an, dass Walser „die Erforschung der Schuld, die Inspizierung der Seelen der Schuldigen, die Aufdeckung der Verstrickung zwischen unserer aller Gegenwart und jener ‚Vergangenheit‘“ sehr insistierend beschreibt. Johannes Jacobi äußert sich in einem Artikel anerkennend darüber, dass Walser sich in seiner Darstellung der Vergangenheitsbewältigung von anderen dadurch unterscheide, dass sein Stück eine „dramatische Fiktion [sei], die dem Zuschauer Distanz ermöglicht und ihm zugleich persönliche Stellungnahme abfordert“. Auch andere Kritiker schätzen an Walsers Theaterstück, dass es die Zuschauer betroffen zurücklässt. So schreibt Wendt beispielsweise, es hätte „Betroffenheit, Verwirrung, Ratlosigkeit hinterlassen“. Man müsse sich allerdings auch auf das Stück einlassen und sich ihm „persönlich stellen“.
Walser selbst hält den „Schwarzen Schwan“ für sein schlechtestes Theaterstück, wie er in einem Interview zugibt, da er „lediglich eine Verschärfung der Bewußtseinslage versucht“ habe. Wenn die Realität von vornherein bereits klar sei und man sie durch das Schreiben nicht mehr erkennbar machen muss, wie es hier der Fall sei, so „schreibt man schon besser einen Vortrag“ darüber, offenbarte er. Auch Kaiser kritisiert, dass das Stück „Dinge [beschreibt], die der Inhalt eines grandiosen Essays sein könnten“ während Müller den „Schwarzen Schwan“ für eine psychologische Abhandlung und nicht für ein Theaterstück hält.

## Ausgaben

### Erstausgabe
- Der Schwarze Schwan. In: Theater 1964 – Chronik und Bilanz eines Bühnenjahres. (Sonderheft) 5. Jg., 1964, S. 65–80.

### Revidierte Fassungen
- Der Schwarze Schwan. Deutsche Chronik. Suhrkamp Verlag, Frankfurt am Main 1964.
- Der Schwarze Schwan. In: Drei Stücke. Eiche und Angora, Überlebensgroß Herr Krott, Der Schwarze Schwan. Berlin und Weimar. Aufbau Verlag, 1965.
- Der Schwarze Schwan. In: Spectaculum 8. Sechs moderne Theaterstücke. Suhrkamp Verlag, Frankfurt am Main 1966, ISBN 3-518-37400-1, S. 283–330.
- Der Schwarze Schwan. In: Gesammelte Stücke. Suhrkamp Verlag, Frankfurt am Main 1971, ISBN 3-518-06506-8, S. 215–272.
- Der Schwarze Schwan. In: Der Schwarze Schwan. Programmbuch Nr. 69. Schauspielhaus Bochum, 1985, S. 7–64.
- Der Schwarze Schwan. In: Stücke. Suhrkamp Verlag, Frankfurt am Main 1987, ISBN 3-518-37809-0, S. 215–272.
- Der Schwarze Schwan. In: MWW. IX, S. 257–325.

## Sekundärliteratur
- Werner Brändle: Die dramatischen Stücke Martin Walsers. Variationen über das Elend des bürgerlichen Subjekts. Stuttgart 1978, ISBN 3-88099-046-8.
- Gerald A. Fetz: Martin Walser. Stuttgart 1997, ISBN 3-476-10299-8.
- Wolfgang Ismayr: Das politische Theater in Westdeutschland. 1. Auflage. Hain 1977, ISBN 3-445-01430-2.
- Johannes Jacobi: Der Schwarze Schwan. In: Die Zeit. 25. März 1966. (online)
- Joachim Kaiser: Da ist nichts zu begreifen. In: Thomas Beckermann (Hrsg.): Über Martin Walser. Frankfurt am Main 1970, S. 128–132.
- Hellmuth Karasek: Der Dramatiker Martin Walser. In: Wilhelm Johannes Schwarz: Der Erzähler Martin Walser. Bern 1971, ISBN 3-7720-0899-2, S. 101–115.
- Hellmuth Karasek: Der ewige Antisemit? In: Die Welt. 20. Juli 2005. (online)
- Hellmuth Karasek: Martin Walser als Dramatiker. Versuch einer Analyse anlässlich der Stuttgarter Uraufführung des ‚Schwarzen Schwans‘. In: Die Zeit. 23. Oktober 1964. (online)
- Helmuth Kiesel (Hrsg.): Martin Walser. Werke in zwölf Bänden. Frankfurt am Main 1997, S. 258–325.
- Matthias N. Lorenz: „Auschwitz drängt uns auf einen Fleck“. Judendarstellung und Auschwitzdiskurs bei Martin Walser. Stuttgart 2005, ISBN 3-476-02119-X.
- Andreas Meier: Auf der Suche nach einer geeigneten Sprache. Ein Nachwort von Andreas Meier. In: Andreas Meier (Hrsg.): Unser Auschwitz. Auseinandersetzung mit der deutschen Schuld. Reinbek bei Hamburg 2015, ISBN 978-3-499-27126-7, S. 371–399.
- Werner Mittenzwei: Der Dramatiker Martin Walser. Nachwort. In: Drei Stücke. Berlin 1965, S. 285–308.
- André Müller: Das Unbewältigte bewältigt? In: Thomas Beckermann (Hrsg.): Über Martin Walser. Frankfurt am Main 1970, S. 133–135.
- Henning Rischbieter: Der Schwarze Schwan. In: Theater 1964. (Jahrbuch von Theater heute), S. 66.
- Klaus v. Schilling: Die Gegenwart der Vergangenheit auf dem Theater. Die Kultur der Bewältigung und ihr Scheitern im politischen Drama von Max Frisch bis Thomas Bernhard. Tübingen 2001, ISBN 3-8233-5229-6.
- Wilhelm Johannes Schwarz: Der Erzähler Martin Walser. Bern 1971, ISBN 3-7720-0899-2.
- Rainer Taëni: Drama nach Brecht. Möglichkeiten heutiger Dramatik; eine Einführung in dramaturgische Probleme der Gegenwart an Hand eingehender Analysen von Werken der Autoren Dorst, Hildesheimer, Michelsen, Walser, Kipphardt, Weiss. Basel 1968.
- Anthony Edward Waine: Martin Walser. München 1980, ISBN 3-406-07438-3.
- Anthony Edward Waine: Martin Walser. The Development as Dramatist 1950–1970. 1. Auflage. Bonn 1978, ISBN 3-416-01432-4.
- Martin Walser: Der Schwarze Schwan. In: Theater 1964 – Chronik und Bilanz eines Bühnenjahres. (Sonderheft) 5. Jg., 1964, S. 65–80.
- Martin Walser: Der Schwarze Schwan. Deutsche Chronik. Suhrkamp Verlag, Frankfurt am Main 1964.
- Martin Walser: Hamlet als Autor. In: Ders.: Erfahrungen und Leseerfahrungen. 3. Auflage. Frankfurt am Main 1969, S. 51–58.
- Martin Walser: Leben und Schreiben. 1951–1962. 1. Auflage. Reinbek bei Hamburg 2005, ISBN 3-498-07355-9.
- Martin Walser: Leben und Schreiben. 1963–1973. 1. Auflage. Reinbek bei Hamburg 2007, ISBN 978-3-498-07358-9.
- Martin Walser: Realismus X. In: Ders.: Erfahrungen und Leseerfahrungen. 3. Auflage. Frankfurt am Main 1969, S. 83–93.
- Martin Walser: Unser Auschwitz. In: Andreas Meier (Hrsg.): Unser Auschwitz. Auseinandersetzung mit der deutschen Schuld. Reinbek bei Hamburg 2015, ISBN 978-3-499-27126-7, S. 104–120.
- Caroline Welsh: Nachwirkungen des Nationalsozialismus. Mechanismen der Schuldübertragung auf die Kinder der Täter und ihre erinnerungskulturellen Funktionen in Martin Walsers Drama ‚Der Schwarze Schwan‘. In: Internationales Archiv für Sozialgeschichte der deutschen Literatur. 37, 2012, S. 1–29.
- Ernst Wendt: Die realistische Fiktion. In: Thomas Beckermann (Hrsg.): Über Martin Walser. Frankfurt am Main 1970, S. 123–128.